# WTA-seizoen 2023
Het WTA-seizoen in 2023 bestaat uit de internationale tennistoernooien die door de WTA werden georganiseerd in het kalenderjaar 2023. In onderstaand overzicht zijn voor de overzichtelijkheid ook de grandslamtoernooien en de Billie Jean King Cup toegevoegd, hoewel deze door de ITF werden georganiseerd.

## Legenda

### Categoriekleuren
| Grandslamtoernooien        |
| Eindejaarskampioenschappen |
| WTA 1000                   |
| WTA 500                    |
| WTA 250                    |
| WTA 125                    |
| Toernooien voor teams      |

### Codering
De codering voor het aantal deelnemers is als volgt:
"128S/96Q/64D/32X" betekent:
- 128 deelnemers aan hoofdtoernooi vrouwenenkelspel (S)
- 96 deelnemers aan het vrouwenkwalificatietoernooi (Q)
- 64 koppels in het vrouwendubbelspel (D)
- 32 koppels in het gemengd dubbelspel (X)

Alle toernooien werden in principe buiten gespeeld, tenzij anders vermeld.
RR = groepswedstrijden ("round robin"), (i) = indoor (overdekt)

## WTA-toernooikalender

### Januari
| week van              | toernooi                                                                                               | winnares | verliezend finaliste | uitslag finale   |         |
| --------------------- | --- | --- | --- | ---------------- | ------- |
| 2 januari             | United Cup Brisbane, Perth, Sydney, Australië Landenteamcompetitie A$ 7.500.000 - hardcourt - 18 teams | Verenigde Staten Jessica Pegula, Madison Keys Alycia Parks, Desirae Krawczyk Taylor Fritz, Frances Tiafoe Denis Kudla, Hunter Reese | Italië Martina Trevisan, Lucia Bronzetti Camilla Rosatello Matteo Berrettini, Lorenzo Musetti Andrea Vavassori, Marco Bortolotti | 4–0              | details |
| 2 januari             | Adelaide International 1 Adelaide, Australië WTA 500 $ 826.837 - hardcourt - 30S/24Q/24D               | Aryna Sabalenka | Linda Nosková | 6-3, 7-6         | details |
| 2 januari             | Adelaide International 1 Adelaide, Australië WTA 500 $ 826.837 - hardcourt - 30S/24Q/24D               | Asia Muhammad Taylor Townsend | Storm Hunter Kateřina Siniaková                                                                                                  | 6-2, 7-6         | details |
| 2 januari             | ASB Classic Auckland, Nieuw-Zeeland WTA 250 $ 259.303 - hardcourt - 32S/24Q/16D                        | Cori Gauff | Rebeka Masarova | 6-1, 6-1         | details |
| 2 januari             | ASB Classic Auckland, Nieuw-Zeeland WTA 250 $ 259.303 - hardcourt - 32S/24Q/16D                        | Miyu Kato Aldila Sutjiadi | Leylah Fernandez Bethanie Mattek-Sands                                                                                           | 1-6, 7-5, [10-4] | details |
| 9 januari             | Adelaide International 2 Adelaide, Australië WTA 500 $ 780.637 - hardcourt - 30S/24Q/16D               | Belinda Bencic | Darja Kasatkina | 6-0, 6-2         | details |
| 9 januari             | Adelaide International 2 Adelaide, Australië WTA 500 $ 780.637 - hardcourt - 30S/24Q/16D               | Luisa Stefani Taylor Townsend | Anastasija Pavljoetsjenkova Jelena Rybakina                                                                                      | 7-5, 7-6         | details |
| 9 januari             | Hobart International Hobart, Australië WTA 250 $ 259.303 - hardcourt - 32S/24Q/16D                     | Lauren Davis | Elisabetta Cocciaretto | 7-6, 6-2         | details |
| 9 januari             | Hobart International Hobart, Australië WTA 250 $ 259.303 - hardcourt - 32S/24Q/16D                     | Kirsten Flipkens Laura Siegemund | Viktorija Golubic Panna Udvardy                                                                                                  | 6-4, 7-5         | details |
| 16 januari 23 januari | Australian Open Melbourne, Australië ITF grandslamtoernooi A$ 38.250.000 - hardcourt - 128S/64D/32X    | Aryna Sabalenka | Jelena Rybakina | 4-6, 6-3, 6-4    | details |
| 16 januari 23 januari | Australian Open Melbourne, Australië ITF grandslamtoernooi A$ 38.250.000 - hardcourt - 128S/64D/32X    | Barbora Krejčíková Kateřina Siniaková                                                                                               | Shuko Aoyama Ena Shibahara | 6-4, 6-3         | details |
| 16 januari 23 januari | Australian Open Melbourne, Australië ITF grandslamtoernooi A$ 38.250.000 - hardcourt - 128S/64D/32X    | Luisa Stefani Rafael Matos | Sania Mirza Rohan Bopanna | 7-6, 6-2         | details |
| 30 januari            | Hua Hin Championships Hua Hin, Thailand WTA 250 $ 259.303 - hardcourt - 32S/24Q/16D                    | Zhu Lin | Lesja Tsoerenko | 6-4, 6-4         | details |
| 30 januari            | Hua Hin Championships Hua Hin, Thailand WTA 250 $ 259.303 - hardcourt - 32S/24Q/16D                    | Chan Hao-ching Wu Fang-hsien | Wang Xinyu Zhu Lin | 6-1, 7-6         | details |
| 30 januari            | Lyon Open Lyon, Frankrijk WTA 250 $ 259.303 - hardcourt - 32S/24Q/16D                                  | Alycia Parks | Caroline Garcia | 7-6, 7-5         | details |
| 30 januari            | Lyon Open Lyon, Frankrijk WTA 250 $ 259.303 - hardcourt - 32S/24Q/16D                                  | Cristina Bucșa Bibiane Schoofs | Olga Danilović Aleksandra Panova                                                                                                 | 7-6, 6-3         | details |
| 30 januari            | Copa Oster Cali, Colombia WTA 125 $ 115.000 - gravel - 32S/16Q/16D                                     | Nadia Podoroska | Paula Ormaechea | 6-4, 6-2         | details |
| 30 januari            | Copa Oster Cali, Colombia WTA 125 $ 115.000 - gravel - 32S/16Q/16D                                     | Weronika Falkowska Katarzyna Kawa                                                                                                   | Kyōka Okamura You Xiaodi | 6-1, 5-7, [10-6] | details |

### Februari
| week van    | toernooi                                                                                                   | winnares                                    | verliezend finaliste                 | uitslag finale    |         |
| ----------- | --- | ------------------------------------------- | ------------------------------------ | ----------------- | ------- |
| 6 februari  | Mubadala Abu Dhabi Open Abu Dhabi, Ver. Arabische Emiraten WTA 500 $ 780.637 - hardcourt - 28S/24Q/16D     | Belinda Bencic                              | Ljoedmila Samsonova                  | 1-6, 7-6, 6-4     | details |
| 6 februari  | Mubadala Abu Dhabi Open Abu Dhabi, Ver. Arabische Emiraten WTA 500 $ 780.637 - hardcourt - 28S/24Q/16D     | Luisa Stefani Zhang Shuai                   | Shuko Aoyama Chan Hao-ching          | 3-6, 6-2, [10-8]  | details |
| 6 februari  | Upper Austria Ladies Linz Linz, Oostenrijk WTA 250 $ 259.303 - hardcourt (i) - 32S/24Q/16D                 | Anastasija Potapova                         | Petra Martić                         | 6-3, 6-1          | details |
| 6 februari  | Upper Austria Ladies Linz Linz, Oostenrijk WTA 250 $ 259.303 - hardcourt (i) - 32S/24Q/16D                 | Natela Dzalamidze Viktória Kužmová          | Anna-Lena Friedsam Nadija Kitsjenok  | 4-6, 7-5, [12-10] | details |
| 13 februari | Qatar TotalEnergies Open Doha, Qatar WTA 500 $ 780.637 - hardcourt - 28S/32Q/16D                           | Iga Świątek                                 | Jessica Pegula                       | 6-3, 6-0          | details |
| 13 februari | Qatar TotalEnergies Open Doha, Qatar WTA 500 $ 780.637 - hardcourt - 28S/32Q/16D                           | Cori Gauff Jessica Pegula                   | Ljoedmyla Kitsjenok Jeļena Ostapenko | 6-4, 2-6, [10-7]  | details |
| 20 februari | Dubai Tennis Championships Dubai, Veren. Arabische Emiraten WTA 1000 $ 2.788.468 - hardcourt - 56S/32Q/28D | Barbora Krejčíková                          | Iga Świątek                          | 6-4, 6-2          | details |
| 20 februari | Dubai Tennis Championships Dubai, Veren. Arabische Emiraten WTA 1000 $ 2.788.468 - hardcourt - 56S/32Q/28D | Veronika Koedermetova Ljoedmila Samsonova   | Chan Hao-ching Latisha Chan          | 6-4, 6-7, [10-1]  | details |
| 20 februari | Mérida Open Mérida, Mexico WTA 250 $ 259.303 - hardcourt - 32S/24Q/16D                                     | Camila Giorgi                               | Rebecca Peterson                     | 7-6, 1-6, 6-2     | details |
| 20 februari | Mérida Open Mérida, Mexico WTA 250 $ 259.303 - hardcourt - 32S/24Q/16D                                     | Caty McNally Diane Parry                    | Wang Xinyu Wu Fang-hsien             | 6-0, 7-5          | details |
| 27 februari | ATX Open Austin, Verenigde Staten WTA 250 $ 259.303 - hardcourt - 32S/24Q/16D                              | Marta Kostjoek                              | Varvara Gratsjeva                    | 6-3, 7-5          | details |
| 27 februari | ATX Open Austin, Verenigde Staten WTA 250 $ 259.303 - hardcourt - 32S/24Q/16D                              | Erin Routliffe Aldila Sutjiadi              | Nicole Melichar-Martinez Ellen Perez | 6-4, 3-6, [10-8]  | details |
| 27 februari | Abierto GNP Seguros Monterrey, Mexico WTA 250 $ 259.303 - hardcourt - 32S/24Q/16D                          | Donna Vekić                                 | Caroline Garcia                      | 6-4, 3-6, 7-5     | details |
| 27 februari | Abierto GNP Seguros Monterrey, Mexico WTA 250 $ 259.303 - hardcourt - 32S/24Q/16D                          | Yuliana Lizarazo María Paulina Pérez García | Kimberly Birrell Fernanda Contreras  | 6-3, 5-7, [10-5]  | details |

### Maart
| week van          | toernooi                                                                                       | winnares                              | verliezend finaliste                | uitslag finale   |         |
| ----------------- | ---------------------------------------------------------------------------------------------- | ------------------------------------- | ----------------------------------- | ---------------- | ------- |
| 6 maart 13 maart  | BNP Paribas Open Indian Wells, Verenigde Staten WTA 1000 $ 8.800.000 - hardcourt - 96S/48Q/32D | Jelena Rybakina                       | Aryna Sabalenka                     | 7-6, 6-4         | details |
| 6 maart 13 maart  | BNP Paribas Open Indian Wells, Verenigde Staten WTA 1000 $ 8.800.000 - hardcourt - 96S/48Q/32D | Barbora Krejčíková Kateřina Siniaková | Beatriz Haddad Maia Laura Siegemund | 6-1, 6-7, [10-7] | details |
| 20 maart 27 maart | Miami Open Miami, Verenigde Staten WTA 1000 $ 8.800.000 - hardcourt - 96S/48Q/32D              | Petra Kvitová                         | Jelena Rybakina                     | 7-6, 6-2         | details |
| 20 maart 27 maart | Miami Open Miami, Verenigde Staten WTA 1000 $ 8.800.000 - hardcourt - 96S/48Q/32D              | Cori Gauff Jessica Pegula             | Leylah Fernandez Taylor Townsend    | 7-6, 6-2         | details |
| 27 maart          | San Luis Potosí Open San Luis Potosí, Mexico WTA 125 $ 115.000 - gravel - 32S/8Q/16D           | Elisabetta Cocciaretto                | Sara Errani                         | 5-7, 6-4, 7-5    | details |
| 27 maart          | San Luis Potosí Open San Luis Potosí, Mexico WTA 125 $ 115.000 - gravel - 32S/8Q/16D           | Aliona Bolsova Andrea Gámiz           | Oksana Kalasjnikova Katarzyna Piter | 7-6, 6-4         | details |

### April
| week van       | toernooi                                                                                    | winnares | verliezend finaliste | uitslag finale |         |
| -------------- | ------------------------------------------------------------------------------------------- | --- | --- | --- | ------- |
| 3 april        | Charleston Open Charleston, Verenigde Staten WTA 500 $ 780.637 - gravel - 56S/32Q/16D       | Ons Jabeur | Belinda Bencic | 7-6, 6-4 | details |
| 3 april        | Charleston Open Charleston, Verenigde Staten WTA 500 $ 780.637 - gravel - 56S/32Q/16D       | Danielle Collins Desirae Krawczyk | Giuliana Olmos Ena Shibahara | 0-6, 6-4, [14-12] | details |
| 3 april        | Copa Colsanitas Bogotá, Colombia WTA 250 $ 259.303 - gravel - 32S/24Q/16D                   | Tatjana Maria | Peyton Stearns | 6-3, 2-6, 6-4 | details |
| 3 april        | Copa Colsanitas Bogotá, Colombia WTA 250 $ 259.303 - gravel - 32S/24Q/16D                   | Irina Chromatsjova Iryna Sjymanovitsj | Oksana Kalasjnikova Katarzyna Piter | 6-1, 3-6, [10-6] | details |
| 10 april       | ITF Billie Jean King Cup (kwalificatieronde)                                                | Spanje 3–1 Mexico Tsjechië 3–1 Oekraïne Frankrijk 3–1 Verenigd Koninkrijk Canada 3–2 België Verenigde Staten 4–0 Oostenrijk Italië 3–2 Slowakije Duitsland 3–1 Brazilië Kazachstan 3–1 Polen Slovenië 3–2 Roemenië | Spanje 3–1 Mexico Tsjechië 3–1 Oekraïne Frankrijk 3–1 Verenigd Koninkrijk Canada 3–2 België Verenigde Staten 4–0 Oostenrijk Italië 3–2 Slowakije Duitsland 3–1 Brazilië Kazachstan 3–1 Polen Slovenië 3–2 Roemenië | Spanje 3–1 Mexico Tsjechië 3–1 Oekraïne Frankrijk 3–1 Verenigd Koninkrijk Canada 3–2 België Verenigde Staten 4–0 Oostenrijk Italië 3–2 Slowakije Duitsland 3–1 Brazilië Kazachstan 3–1 Polen Slovenië 3–2 Roemenië | details |
| 17 april       | Porsche Tennis Grand Prix Stuttgart, Duitsland WTA 500 $ 780.637 - gravel (i) - 28S/16Q/16D | Iga Świątek | Aryna Sabalenka | 6-3, 6-4 | details |
| 17 april       | Porsche Tennis Grand Prix Stuttgart, Duitsland WTA 500 $ 780.637 - gravel (i) - 28S/16Q/16D | Desirae Krawczyk Demi Schuurs | Nicole Melichar-Martinez Giuliana Olmos | 6-4, 6-1 | details |
| 24 april 1 mei | Mutua Madrid Open Madrid, Spanje WTA 1000 € 7.705.780 - gravel - 96S/48Q/32D                | Aryna Sabalenka | Iga Świątek | 6-3, 3-6, 6-3 | details |
| 24 april 1 mei | Mutua Madrid Open Madrid, Spanje WTA 1000 € 7.705.780 - gravel - 96S/48Q/32D                | Viktoryja Azarenka Beatriz Haddad Maia | Cori Gauff Jessica Pegula | 6-1, 6-4 | details |

### Mei
| week van      | toernooi                                                                                     | winnares                         | verliezend finaliste                    | uitslag finale    |         |
| ------------- | -------------------------------------------------------------------------------------------- | -------------------------------- | --------------------------------------- | ----------------- | ------- |
| 1 mei         | L'Open 35 de Saint-Malo Saint-Malo, Frankrijk WTA 125 $ 115.000 - gravel - 32S/11Q/15D       | Sloane Stephens                  | Greet Minnen                            | 6-3, 6-4          | details |
| 1 mei         | L'Open 35 de Saint-Malo Saint-Malo, Frankrijk WTA 125 $ 115.000 - gravel - 32S/11Q/15D       | Greet Minnen Bibiane Schoofs     | Ulrikke Eikeri Eri Hozumi               | 7-6, 7-6          | details |
| 1 mei         | Catalonia Open Reus, Spanje WTA 125 $ 115.000 - gravel - 32S/8Q/12D                          | Sorana Cîrstea                   | Elizabeth Mandlik                       | 6-1, 4-6, 7-6     | details |
| 1 mei         | Catalonia Open Reus, Spanje WTA 125 $ 115.000 - gravel - 32S/8Q/12D                          | Storm Hunter Ellen Perez         | Alexa Guarachi Erin Routliffe           | 6-1, 7-6          | details |
| 8 mei 15 mei  | Internazionali BNL d'Italia Rome, Italië WTA 1000 € 3.572.618 - gravel - 96S/48Q/32D         | Jelena Rybakina                  | Anhelina Kalinina                       | 6-4, 1-0, opg.    | details |
| 8 mei 15 mei  | Internazionali BNL d'Italia Rome, Italië WTA 1000 € 3.572.618 - gravel - 96S/48Q/32D         | Storm Hunter Elise Mertens       | Cori Gauff Jessica Pegula               | 6-4, 6-4          | details |
| 15 mei        | Trophée Clarins Parijs, Frankrijk WTA 125 $ 115.000 - gravel - 32S/8Q/8D                     | Diane Parry                      | Caty McNally                            | walk-over         | details |
| 15 mei        | Trophée Clarins Parijs, Frankrijk WTA 125 $ 115.000 - gravel - 32S/8Q/8D                     | Anna Danilina Vera Zvonarjova    | Nadija Kitsjenok Alycia Parks           | 5-7, 7-6, [14-12] | details |
| 15 mei        | Firenze Ladies Open Florence, Italië WTA 125 $ 115.000 - gravel - 32S/14Q/16D                | Jasmine Paolini                  | Taylor Townsend                         | 6-3, 7-5          | details |
| 15 mei        | Firenze Ladies Open Florence, Italië WTA 125 $ 115.000 - gravel - 32S/14Q/16D                | Vivian Heisen Ingrid Neel        | Asia Muhammad Giuliana Olmos            | 1-6, 6-2, [10-8]  | details |
| 22 mei        | Internationaux de Strasbourg Straatsburg, Frankrijk WTA 250 $ 259.303 - gravel - 32S/15Q/16D | Elina Svitolina                  | Anna Blinkova                           | 6-2, 6-3          | details |
| 22 mei        | Internationaux de Strasbourg Straatsburg, Frankrijk WTA 250 $ 259.303 - gravel - 32S/15Q/16D | Xu Yifan Yang Zhaoxuan           | Desirae Krawczyk Giuliana Olmos         | 6-3, 6-2          | details |
| 22 mei        | GP SAR La Princesse Lalla Meryem Rabat, Marokko WTA 250 $ 259.303 - gravel - 32S/16Q/16D     | Lucia Bronzetti                  | Julia Grabher                           | 6-4, 5-7, 7-5     | details |
| 22 mei        | GP SAR La Princesse Lalla Meryem Rabat, Marokko WTA 250 $ 259.303 - gravel - 32S/16Q/16D     | Sabrina Santamaria Jana Sizikova | Ingrid Gamarra Martins Lidzija Marozava | 3-6, 6-1, [10-8]  | details |
| 29 mei 5 juni | Roland Garros Parijs, Frankrijk ITF grandslamtoernooi € 24.800.000 - gravel - 128S/64D/32X   | Iga Świątek                      | Karolína Muchová                        | 6-2, 5-7, 6-4     | details |
| 29 mei 5 juni | Roland Garros Parijs, Frankrijk ITF grandslamtoernooi € 24.800.000 - gravel - 128S/64D/32X   | Hsieh Su-wei Wang Xinyu          | Leylah Fernandez Taylor Townsend        | 1-6, 7-6, 6-1     | details |
| 29 mei 5 juni | Roland Garros Parijs, Frankrijk ITF grandslamtoernooi € 24.800.000 - gravel - 128S/64D/32X   | Miyu Kato Tim Pütz               | Bianca Andreescu Michael Venus          | 4-6, 6-4, [10-6]  | details |

### Juni
| week van | toernooi                                                                                                | winnares                                | verliezend finaliste                   | uitslag finale   |         |
| -------- | --- | --------------------------------------- | -------------------------------------- | ---------------- | ------- |
| 5 juni   | Makarska Open Makarska, Kroatië WTA 125 $ 115.000 - gravel - 32S/8Q/8D                                  | Mayar Sherif                            | Jasmine Paolini                        | 2-6, 7-6, 7-5    | details |
| 5 juni   | Makarska Open Makarska, Kroatië WTA 125 $ 115.000 - gravel - 32S/8Q/8D                                  | Ingrid Neel Wu Fang-hsien               | Anna Sisková Renata Voráčová           | 6-3, 7-5         | details |
| 5 juni   | Open Internacional Femení Solgironès La Bisbal d'Empordà, Spanje WTA 125 $ 115.000 - gravel - 32S/8Q/8D | Arantxa Rus                             | Panna Udvardy                          | 7-6, 6-3         | details |
| 5 juni   | Open Internacional Femení Solgironès La Bisbal d'Empordà, Spanje WTA 125 $ 115.000 - gravel - 32S/8Q/8D | Caroline Dolehide Diana Sjnajder        | Aliona Bolsova Rebeka Masarova         | 7-6, 6-3         | details |
| 12 juni  | Libéma Open Rosmalen, Nederland WTA 250 $ 259.303 - gras - 32S/24Q/16D                                  | Jekaterina Aleksandrova                 | Veronika Koedermetova                  | 4-6, 6-4, 7-6    | details |
| 12 juni  | Libéma Open Rosmalen, Nederland WTA 250 $ 259.303 - gras - 32S/24Q/16D                                  | Shuko Aoyama Ena Shibahara              | Viktória Hrunčáková Tereza Mihalíková  | 6-3, 6-3         | details |
| 12 juni  | Rothesay Open Nottingham, Verenigd Koninkrijk WTA 250 $ 259.303 - gras - 32S/24Q/16D                    | Katie Boulter                           | Jodie Burrage                          | 6-3, 6-3         | details |
| 12 juni  | Rothesay Open Nottingham, Verenigd Koninkrijk WTA 250 $ 259.303 - gras - 32S/24Q/16D                    | Ulrikke Eikeri Ingrid Neel              | Harriet Dart Heather Watson            | 7-6, 5-7, [10-8] | details |
| 12 juni  | Open Internacional de Valencia Valencia, Spanje WTA 125 $ 115.000 - gravel - 32S/15Q/7D                 | Mayar Sherif                            | Marina Bassols Ribera                  | 6-3, 6-3         | details |
| 12 juni  | Open Internacional de Valencia Valencia, Spanje WTA 125 $ 115.000 - gravel - 32S/15Q/7D                 | Aliona Bolsova Andrea Gámiz             | Angelina Gaboejeva Irina Chromatsjova  | 6-4, 4-6, [10-7] | details |
| 19 juni  | Bett1open Berlijn, Duitsland WTA 500 $ 780.637 - gras - 32S/24Q/16D                                     | Petra Kvitová                           | Donna Vekić                            | 6-2, 7-6         | details |
| 19 juni  | Bett1open Berlijn, Duitsland WTA 500 $ 780.637 - gras - 32S/24Q/16D                                     | Caroline Garcia Luisa Stefani           | Kateřina Siniaková Markéta Vondroušová | 4-6, 7-6, [10-4] | details |
| 19 juni  | Rothesay Classic Birmingham, Verenigd Koninkrijk WTA 250 $ 259.303 - gras - 32S/24Q/16D                 | Jeļena Ostapenko                        | Barbora Krejčíková                     | 7-6, 6-4         | details |
| 19 juni  | Rothesay Classic Birmingham, Verenigd Koninkrijk WTA 250 $ 259.303 - gras - 32S/24Q/16D                 | Marta Kostjoek Barbora Krejčíková       | Storm Hunter Alycia Parks              | 6-2, 7-6         | details |
| 19 juni  | Veneto Open Gaiba, Italië WTA 125 $ 115.000 - gras - 32S/–Q/8D                                          | Ashlyn Krueger                          | Tatjana Maria                          | 3-6, 6-4, 7-5    | details |
| 19 juni  | Veneto Open Gaiba, Italië WTA 125 $ 115.000 - gras - 32S/–Q/8D                                          | Han Na-lae Jang Su-jeong                | Weronika Falkowska Katarzyna Piter     | 6-3, 3-6, [10-6] | details |
| 26 juni  | Rothesay International Eastbourne, Verenigd Koninkrijk WTA 500 $ 780.637 - gras - 32S/24Q/16D           | Madison Keys                            | Darja Kasatkina                        | 6-2, 7-6         | details |
| 26 juni  | Rothesay International Eastbourne, Verenigd Koninkrijk WTA 500 $ 780.637 - gras - 32S/24Q/16D           | Desirae Krawczyk Demi Schuurs           | Nicole Melichar-Martinez Ellen Perez   | 6-2, 6-4         | details |
| 26 juni  | Bad Homburg Open Bad Homburg, Duitsland WTA 250 $ 259.303 - gras - 32S/8Q/16D                           | Kateřina Siniaková                      | Lucia Bronzetti                        | 6-2, 7-6         | details |
| 26 juni  | Bad Homburg Open Bad Homburg, Duitsland WTA 250 $ 259.303 - gras - 32S/8Q/16D                           | Ingrid Gamarra Martins Lidzija Marozava | Eri Hozumi Monica Niculescu            | 6-0, 7-6         | details |

### Juli
| week van       | toernooi                                                                                            | winnares                           | verliezend finaliste                 | uitslag finale   |         |
| -------------- | --------------------------------------------------------------------------------------------------- | ---------------------------------- | ------------------------------------ | ---------------- | ------- |
| 3 juli 10 juli | Wimbledon Londen, Verenigd Koninkrijk ITF grandslamtoernooi £ 22.350.000 - gras - 128S/128Q/64D/32X | Markéta Vondroušová                | Ons Jabeur                           | 6-4, 6-4         | details |
| 3 juli 10 juli | Wimbledon Londen, Verenigd Koninkrijk ITF grandslamtoernooi £ 22.350.000 - gras - 128S/128Q/64D/32X | Hsieh Su-wei Barbora Strýcová      | Storm Hunter Elise Mertens           | 7-5, 6-4         | details |
| 3 juli 10 juli | Wimbledon Londen, Verenigd Koninkrijk ITF grandslamtoernooi £ 22.350.000 - gras - 128S/128Q/64D/32X | Ljoedmyla Kitsjenok Mate Pavić     | Xu Yifan Joran Vliegen               | 6-4, 6-7, 6-3    | details |
| 10 juli        | Nordea Open Båstad, Zweden WTA 125 $ 115.000 - gravel - 32S/–Q/16D                                  | Olga Danilović                     | Emma Navarro                         | 7-6, 3-6, 6-3    | details |
| 10 juli        | Nordea Open Båstad, Zweden WTA 125 $ 115.000 - gravel - 32S/–Q/16D                                  | Irina Chromatsjova Panna Udvardy   | Eri Hozumi Jang Su-jeong             | 4-6, 6-3, [10-5] | details |
| 10 juli        | Grand Est Open 88 Contrexéville, Frankrijk WTA 125 $ 115.000 - gravel - 32S/12Q/8D                  | Arantxa Rus                        | Anastasija Pavljoetsjenkova          | 6-3, 6-3         | details |
| 10 juli        | Grand Est Open 88 Contrexéville, Frankrijk WTA 125 $ 115.000 - gravel - 32S/12Q/8D                  | Cristina Bucșa Aljona Fomina-Klotz | Amina Ansjba Anastasia Dețiuc        | 4-6, 6-3, [10-7] | details |
| 17 juli        | Hungarian Grand Prix Boedapest, Hongarije WTA 250 $ 259.303 - gravel - 32S/24Q/16D                  | Maria Timofejeva                   | Kateryna Baindl                      | 6-3, 3-6, 6-0    | details |
| 17 juli        | Hungarian Grand Prix Boedapest, Hongarije WTA 250 $ 259.303 - gravel - 32S/24Q/16D                  | Katarzyna Piter Fanny Stollár      | Jessie Aney Anna Sisková             | 6-2, 4-6, [10-4] | details |
| 17 juli        | Palermo Ladies Open Palermo, Italië WTA 250 $ 259.303 - gravel - 32S/24Q/15D                        | Zheng Qinwen                       | Jasmine Paolini                      | 6-4, 1-6, 6-1    | details |
| 17 juli        | Palermo Ladies Open Palermo, Italië WTA 250 $ 259.303 - gravel - 32S/24Q/15D                        | Jana Sizikova Kimberley Zimmermann | Angelica Moratelli Camilla Rosatello | 6-2, 6-4         | details |
| 17 juli        | Iași Open Iași, Roemenië WTA 125 $ 115.000 - gravel - 32S/16Q/8D                                    | Ana Bogdan                         | Irina-Camelia Begu                   | 6-2, 6-3         | details |
| 17 juli        | Iași Open Iași, Roemenië WTA 125 $ 115.000 - gravel - 32S/16Q/8D                                    | Veronika Erjavec Dalila Jakupović  | Irina Maria Bara Monica Niculescu    | 6-4, 6-4         | details |
| 24 juli        | Hamburg European Open Hamburg, Duitsland WTA 250 $ 259.303 - gravel - 32S/24Q/16D                   | Arantxa Rus                        | Noma Noha Akugue                     | 6-0, 7-6         | details |
| 24 juli        | Hamburg European Open Hamburg, Duitsland WTA 250 $ 259.303 - gravel - 32S/24Q/16D                   | Anna Danilina Aleksandra Panova    | Miriam Kolodziejová Angela Kulikov   | 6-4, 6-2         | details |
| 24 juli        | Ladies Open Lausanne Lausanne, Zwitserland WTA 250 $ 259.303 - gravel - 32S/8Q/16D                  | Elisabetta Cocciaretto             | Clara Burel                          | 7-5, 4-6, 6-4    | details |
| 24 juli        | Ladies Open Lausanne Lausanne, Zwitserland WTA 250 $ 259.303 - gravel - 32S/8Q/16D                  | Anna Bondár Diane Parry            | Amina Ansjba Anastasia Dețiuc        | 6-2, 6-2         | details |
| 24 juli        | Warsaw Open Warschau, Polen WTA 250 $ 259.303 - hardcourt - 32S/16Q/16D                             | Iga Świątek                        | Laura Siegemund                      | 6-0, 6-1         | details |
| 24 juli        | Warsaw Open Warschau, Polen WTA 250 $ 259.303 - hardcourt - 32S/16Q/16D                             | Heather Watson Yanina Wickmayer    | Weronika Falkowska Katarzyna Piter   | 6-4, 6-4         | details |
| 31 juli        | Mubadala Citi DC Open Washington, Verenigde Staten WTA 500 $ 780.637 - hardcourt - 28S/16Q/16D      | Cori Gauff                         | Maria Sakkari                        | 6-2, 6-3         | details |
| 31 juli        | Mubadala Citi DC Open Washington, Verenigde Staten WTA 500 $ 780.637 - hardcourt - 28S/16Q/16D      | Laura Siegemund Vera Zvonarjova    | Alexa Guarachi Monica Niculescu      | 6-4, 6-4         | details |
| 31 juli        | Prague Open Praag, Tsjechië WTA 250 $ 259.303 - hardcourt - 32S/24Q/16D                             | Nao Hibino                         | Linda Nosková                        | 6-4, 6-1         | details |
| 31 juli        | Prague Open Praag, Tsjechië WTA 250 $ 259.303 - hardcourt - 32S/24Q/16D                             | Nao Hibino Oksana Kalasjnikova     | Quinn Gleason Elixane Lechemia       | 6-7, 7-5, [10-3] | details |

### Augustus
| week van                | toernooi                                                                                            | winnares                                       | verliezend finaliste                 | uitslag finale    |         |
| ----------------------- | --------------------------------------------------------------------------------------------------- | ---------------------------------------------- | ------------------------------------ | ----------------- | ------- |
| 7 augustus              | National Bank Open Montréal, Canada WTA 1000 $ 2.788.468 - hardcourt - 56S/32Q/28D                  | Jessica Pegula                                 | Ljoedmila Samsonova                  | 6-1, 6-0          | details |
| 7 augustus              | National Bank Open Montréal, Canada WTA 1000 $ 2.788.468 - hardcourt - 56S/32Q/28D                  | Shuko Aoyama Ena Shibahara                     | Desirae Krawczyk Demi Schuurs        | 6-4, 4-6, [13-11] | details |
| 7 augustus              | Polish Open Kozerki, Polen WTA 125 $ 115.000 - hardcourt - 32S/16Q/16D                              | Dajana Jastremska                              | Greet Minnen                         | 2-6, 6-1, 6-3     | details |
| 7 augustus              | Polish Open Kozerki, Polen WTA 125 $ 115.000 - hardcourt - 32S/16Q/16D                              | Katarzyna Kawa Elixane Lechemia                | Naiktha Bains Maia Lumsden           | 6-3, 6-4          | details |
| 14 augustus             | Western & Southern Open Cincinnati, Verenigde Staten WTA 1000 $ 2.788.468 - hardcourt - 56S/31Q/28D | Cori Gauff                                     | Karolína Muchová                     | 6-3, 6-4          | details |
| 14 augustus             | Western & Southern Open Cincinnati, Verenigde Staten WTA 1000 $ 2.788.468 - hardcourt - 56S/31Q/28D | Alycia Parks Taylor Townsend                   | Nicole Melichar-Martinez Ellen Perez | 6-7, 6-4, [10-6]  | details |
| 14 augustus             | Golden Gate Open Stanford, Verenigde Staten WTA 125 $ 160.000 - hardcourt - 32S/16Q/16D             | Wang Yafan                                     | Kamilla Rachimova                    | 6-2, 6-0          | details |
| 14 augustus             | Golden Gate Open Stanford, Verenigde Staten WTA 125 $ 160.000 - hardcourt - 32S/16Q/16D             | Jodie Burrage Olivia Gadecki                   | Hailey Baptiste Claire Liu           | 7-6, 6-7, [10-8]  | details |
| 14 augustus             | Barranquilla Open Barranquilla, Colombia WTA 125 $ 115.000 - hardcourt - 32S/8Q/8D                  | Tatjana Maria                                  | Fiona Ferro                          | 6-1, 6-2          | details |
| 14 augustus             | Barranquilla Open Barranquilla, Colombia WTA 125 $ 115.000 - hardcourt - 32S/8Q/8D                  | Valentini Grammatikopoulou Despina Papamichail | Yuliana Lizarazo María Paulina Pérez | 7-6, 7-5          | details |
| 21 augustus             | Tennis in the Land Cleveland, Verenigde Staten WTA 250 $ 271.363 - hardcourt - 32S/24Q/16D          | Sara Sorribes Tormo                            | Jekaterina Aleksandrova              | 3-6, 6-4, 6-4     | details |
| 21 augustus             | Tennis in the Land Cleveland, Verenigde Staten WTA 250 $ 271.363 - hardcourt - 32S/24Q/16D          | Miyu Kato Aldila Sutjiadi                      | Nicole Melichar-Martinez Ellen Perez | 6-4, 6-7, [10-8]  | details |
| 21 augustus             | Chicago Women's Open Chicago, Verenigde Staten WTA 125 $ 115.000 - hardcourt - 32S/8Q/8D            | Viktoriya Tomova                               | Claire Liu                           | 6-1, 6-4          | details |
| 21 augustus             | Chicago Women's Open Chicago, Verenigde Staten WTA 125 $ 115.000 - hardcourt - 32S/8Q/8D            | Ulrikke Eikeri Ingrid Neel                     | Cristina Bucșa Aleksandra Panova     | walk-over         | details |
| 28 augustus 4 september | US Open New York, Verenigde Staten ITF grandslamtoernooi $ 32.500.000 - hardcourt - 128S/64D/32X    | Cori Gauff                                     | Aryna Sabalenka                      | 2-6, 6-3, 6-2     | details |
| 28 augustus 4 september | US Open New York, Verenigde Staten ITF grandslamtoernooi $ 32.500.000 - hardcourt - 128S/64D/32X    | Gabriela Dabrowski Erin Routliffe              | Laura Siegemund Vera Zvonarjova      | 7-6, 6-3          | details |
| 28 augustus 4 september | US Open New York, Verenigde Staten ITF grandslamtoernooi $ 32.500.000 - hardcourt - 128S/64D/32X    | Anna Danilina Harri Heliövaara                 | Jessica Pegula Austin Krajicek       | 6-3, 6-4          | details |

### September
| week van     | toernooi                                                                                 | winnares                              | verliezend finaliste                        | uitslag finale   |         |
| ------------ | ---------------------------------------------------------------------------------------- | ------------------------------------- | ------------------------------------------- | ---------------- | ------- |
| 4 september  | Open delle Puglie Bari, Italië WTA 125 $ 115.000 - gravel - 32S/8Q/16D                   | Tamara Zidanšek                       | Rebecca Šramková                            | 3-6, 7-5, 6-1    | details |
| 4 september  | Open delle Puglie Bari, Italië WTA 125 $ 115.000 - gravel - 32S/8Q/16D                   | Katarzyna Kawa Anna Sisková           | Valentini Grammatikopoulou Elixane Lechemia | 6-1, 6-2         | details |
| 11 september | San Diego Open San Diego, Verenigde Staten WTA 500 $ 780.637 - hardcourt - 28S/24Q/16D   | Barbora Krejčíková                    | Sofia Kenin                                 | 6-4, 2-6, 6-4    | details |
| 11 september | San Diego Open San Diego, Verenigde Staten WTA 500 $ 780.637 - hardcourt - 28S/24Q/16D   | Barbora Krejčíková Kateřina Siniaková | Danielle Collins Coco Vandeweghe            | 6-1, 6-4         | details |
| 11 september | Japan Open Tennis Championships Osaka, Japan WTA 250 $ 259.303 - hardcourt - 32S/24Q/16D | Ashlyn Krueger                        | Zhu Lin                                     | 6-3, 7-6         | details |
| 11 september | Japan Open Tennis Championships Osaka, Japan WTA 250 $ 259.303 - hardcourt - 32S/24Q/16D | Anna-Lena Friedsam Nadija Kitsjenok   | Anna Kalinskaja Joelija Poetintseva         | 7-6, 6-3         | details |
| 11 september | Zavarovalnica Sava Ljubljana, Slovenië WTA 125 $ 115.000 - gravel - 32S/8Q/16D           | Marina Bassols Ribera                 | Zeynep Sönmez                               | 6-0, 7-6         | details |
| 11 september | Zavarovalnica Sava Ljubljana, Slovenië WTA 125 $ 115.000 - gravel - 32S/8Q/16D           | Amina Ansjba Quinn Gleason            | Freya Christie Yuliana Lizarazo             | 6-3, 6-4         | details |
| 11 september | Țiriac Foundation Trophy Boekarest, Roemenië WTA 125 $ 115.000 - gravel - 32S/16Q/8D     | Astra Sharma                          | Sara Errani                                 | 0-6, 7-5, 6-2    | details |
| 11 september | Țiriac Foundation Trophy Boekarest, Roemenië WTA 125 $ 115.000 - gravel - 32S/16Q/8D     | Angelica Moratelli Camilla Rosatello  | Valentini Grammatikopoulou Anna Sisková     | 7-5, 6-4         | details |
| 18 september | Guadalajara Open Guadalajara, Mexico WTA 1000 $ 2.788.468 - hardcourt - 56S/32Q/28D      | Maria Sakkari                         | Caroline Dolehide                           | 7-5, 6-3         | details |
| 18 september | Guadalajara Open Guadalajara, Mexico WTA 1000 $ 2.788.468 - hardcourt - 56S/32Q/28D      | Storm Hunter Elise Mertens            | Gabriela Dabrowski Erin Routliffe           | 3-6, 6-2, [10-4] | details |
| 18 september | Guangzhou Open Guangzhou, China WTA 250 $ 259.303 - hardcourt - 32S/24Q/16D              | Wang Xiyu                             | Magda Linette                               | 6-0, 6-2         | details |
| 18 september | Guangzhou Open Guangzhou, China WTA 250 $ 259.303 - hardcourt - 32S/24Q/16D              | Guo Hanyu Jiang Xinyu                 | Eri Hozumi Makoto Ninomiya                  | 6-3, 7-6         | details |
| 18 september | Parma Ladies Open Parma, Italië WTA 125 $ 115.000 - gravel - 32S/8Q/16D                  | Ana Bogdan                            | Anna Schmiedlová                            | 7-5, 6-1         | details |
| 18 september | Parma Ladies Open Parma, Italië WTA 125 $ 115.000 - gravel - 32S/8Q/16D                  | Dalila Jakupović Irina Chromatsjova   | Anna Bondár Kimberley Zimmermann            | 6-2, 6-3         | details |
| 25 september | Toray Pan Pacific Open Tokio, Japan WTA 500 $ 780.637 - hardcourt - 28S/23Q/16D          | Veronika Koedermetova                 | Jessica Pegula                              | 7-5, 6-1         | details |
| 25 september | Toray Pan Pacific Open Tokio, Japan WTA 500 $ 780.637 - hardcourt - 28S/23Q/16D          | Ulrikke Eikeri Ingrid Neel            | Eri Hozumi Makoto Ninomiya                  | 3-6, 7-5, [10-5] | details |
| 25 september | Ningbo Open Ningbo, China WTA 250 $ 259.303 - hardcourt - 32S/24Q/16D                    | Ons Jabeur                            | Diana Sjnajder                              | 6-2, 6-1         | details |
| 25 september | Ningbo Open Ningbo, China WTA 250 $ 259.303 - hardcourt - 32S/24Q/16D                    | Laura Siegemund Vera Zvonarjova       | Guo Hanyu Jiang Xinyu                       | 4-6, 6-3, [10-5] | details |

### Oktober
| week van   | toernooi                                                                                            | winnares                                  | verliezend finaliste                       | uitslag finale   |         |
| ---------- | --------------------------------------------------------------------------------------------------- | ----------------------------------------- | ------------------------------------------ | ---------------- | ------- |
| 2 oktober  | China Open Peking, China WTA 1000 $8.127.389 - hardcourt - 60S/32Q/28D                              | Iga Świątek                               | Ljoedmila Samsonova                        | 6-2, 6-2         | details |
| 2 oktober  | China Open Peking, China WTA 1000 $8.127.389 - hardcourt - 60S/32Q/28D                              | Marie Bouzková Sara Sorribes Tormo        | Chan Hao-ching Giuliana Olmos              | 3-6, 6-0, [10-4] | details |
| 9 oktober  | Zhengzhou Open Zhengzhou, China WTA 500 $ 780.637 - hardcourt - 28S/24Q/16D                         | Zheng Qinwen                              | Barbora Krejčíková                         | 2-6, 6-2, 6-4    | details |
| 9 oktober  | Zhengzhou Open Zhengzhou, China WTA 500 $ 780.637 - hardcourt - 28S/24Q/16D                         | Gabriela Dabrowski Erin Routliffe         | Shuko Aoyama Ena Shibahara                 | 6-2, 6-4         | details |
| 9 oktober  | Hong Kong Tennis Open Hongkong, China SAR WTA 250 $ 259.303 - hardcourt - 32S/16Q/16D               | Leylah Fernandez                          | Kateřina Siniaková                         | 3-6, 6-4, 6-4    | details |
| 9 oktober  | Hong Kong Tennis Open Hongkong, China SAR WTA 250 $ 259.303 - hardcourt - 32S/16Q/16D               | Tang Qianhui Tsao Chia-yi                 | Oksana Kalasjnikova Aljaksandra Sasnovitsj | 7-5, 1-6, [11-9] | details |
| 9 oktober  | Korea Open Seoel, Zuid-Korea WTA 250 $ 259.303 - hardcourt - 32S/16Q/16D                            | Jessica Pegula                            | Yuan Yue                                   | 6-2, 6-3         | details |
| 9 oktober  | Korea Open Seoel, Zuid-Korea WTA 250 $ 259.303 - hardcourt - 32S/16Q/16D                            | Marie Bouzková Bethanie Mattek-Sands      | Luksika Kumkhum Peangtarn Plipuech         | 6-2, 6-1         | details |
| 9 oktober  | Open de Rouen Rouen, Frankrijk WTA 125 $ 115.000 - hardcourt (i) - 32S/8Q/16D                       | Viktorija Golubic                         | Erika Andrejeva                            | 6-4, 6-1         | details |
| 9 oktober  | Open de Rouen Rouen, Frankrijk WTA 125 $ 115.000 - hardcourt (i) - 32S/8Q/16D                       | Maia Lumsden Jessika Ponchet              | Anna Bondár Kimberley Zimmermann           | 6-3, 7-6         | details |
| 16 oktober | Jiangxi Open Nanchang, China WTA 250 $ 259.303 - hardcourt - 32S/13Q/16D                            | Kateřina Siniaková                        | Marie Bouzková                             | 1-6, 7-6, 7-6    | details |
| 16 oktober | Jiangxi Open Nanchang, China WTA 250 $ 259.303 - hardcourt - 32S/13Q/16D                            | Laura Siegemund Vera Zvonarjova           | Eri Hozumi Makoto Ninomiya                 | 6-4, 6-2         | details |
| 16 oktober | Transylvania Open Cluj-Napoca, Roemenië WTA 250 $ 259.303 - hardcourt (i) - 32S/15Q/16D             | Tamara Korpatsch                          | Elena Gabriela Ruse                        | 6-3, 6-4         | details |
| 16 oktober | Transylvania Open Cluj-Napoca, Roemenië WTA 250 $ 259.303 - hardcourt (i) - 32S/15Q/16D             | Jodie Burrage Jil Teichmann               | Léolia Jeanjean Valerija Strachova         | 6-1, 6-4         | details |
| 16 oktober | Jasmin Open Monastir, Tunesië WTA 250 $ 259.303 - hardcourt - 32S/16Q/16D                           | Elise Mertens                             | Jasmine Paolini                            | 6-3, 6-0         | details |
| 16 oktober | Jasmin Open Monastir, Tunesië WTA 250 $ 259.303 - hardcourt - 32S/16Q/16D                           | Sara Errani Jasmine Paolini               | Mai Hontama Natalija Stevanović            | 2-6, 7-6, [10-6] | details |
| 23 oktober | WTA Elite Trophy Zhuhai, China Eindejaarskampioenschap $ 2.409.000 - hardcourt (i) - 12S(RR)/6D(RR) | Beatriz Haddad Maia                       | Zheng Qinwen                               | 7-6, 7-6         | details |
| 23 oktober | WTA Elite Trophy Zhuhai, China Eindejaarskampioenschap $ 2.409.000 - hardcourt (i) - 12S(RR)/6D(RR) | Beatriz Haddad Maia Veronika Koedermetova | Miyu Kato Aldila Sutjiadi                  | 6-3, 6-3         | details |
| 23 oktober | Abierto Tampico Tampico, Mexico WTA 125 $ 115.000 - hardcourt - 32S/7Q/13D                          | Emina Bektas                              | Anna Kalinskaja                            | 6-3, 3-6, 7-6    | details |
| 23 oktober | Abierto Tampico Tampico, Mexico WTA 125 $ 115.000 - hardcourt - 32S/7Q/13D                          | Kamilla Rachimova Anastasija Tichonova    | Sabrina Santamaria Heather Watson          | 7-6, 6-2         | details |
| 30 oktober | WTA Finals Cancún, Mexico Officieus wereldkampioenschap $ 9.000.000 - hardcourt - 8S(RR)/8D(RR)     | Iga Świątek                               | Jessica Pegula                             | 6-1, 6-0         | details |
| 30 oktober | WTA Finals Cancún, Mexico Officieus wereldkampioenschap $ 9.000.000 - hardcourt - 8S(RR)/8D(RR)     | Laura Siegemund Vera Zvonarjova           | Nicole Melichar-Martinez Ellen Perez       | 6-4, 6-4         | details |
| 30 oktober | Dow Tennis Classic Midland, Verenigde Staten WTA 125 $ 115.000 - hardcourt (i) - 32S/16Q/16D        | Anna Kalinskaja                           | Jana Fett                                  | 7-5, 6-4         | details |
| 30 oktober | Dow Tennis Classic Midland, Verenigde Staten WTA 125 $ 115.000 - hardcourt (i) - 32S/16Q/16D        | Hailey Baptiste Whitney Osuigwe           | Sophie Chang Ashley Lahey                  | 2-6, 6-2, [10-1] | details |

### November
| week van    | toernooi                                                                           | winnares | verliezend finaliste | uitslag finale |         |
| ----------- | ---------------------------------------------------------------------------------- | --- | --- | --- | ------- |
| 6 november  | ITF Billie Jean King Cup (eindtoernooi) Sevilla, Spanje                            | Canada | Italië | 2-0 | details |
| 6 november  | ITF Billie Jean King Cup (play-offs)                                               | België 3–1 Hongarije Brazilië 4–0 Zuid-Korea Japan 3–2 Colombia Mexico 3–2 Oostenrijk Oekraïne 3–1 Nederland Roemenië 4–0 Servië Slowakije 3–1 Argentinië Verenigd Koninkrijk 3–1 Zweden | België 3–1 Hongarije Brazilië 4–0 Zuid-Korea Japan 3–2 Colombia Mexico 3–2 Oostenrijk Oekraïne 3–1 Nederland Roemenië 4–0 Servië Slowakije 3–1 Argentinië Verenigd Koninkrijk 3–1 Zweden | België 3–1 Hongarije Brazilië 4–0 Zuid-Korea Japan 3–2 Colombia Mexico 3–2 Oostenrijk Oekraïne 3–1 Nederland Roemenië 4–0 Servië Slowakije 3–1 Argentinië Verenigd Koninkrijk 3–1 Zweden | details |
| 13 november | LP Open Colina, Chili WTA 125 $ 115.000 - gravel - 32S/8Q/16D                      | Sára Bejlek | Diane Parry | 6-2, 6-1 | details |
| 13 november | LP Open Colina, Chili WTA 125 $ 115.000 - gravel - 32S/8Q/16D                      | Julia Lohoff Conny Perrin | Lucciana Pérez Alarcón Daniela Seguel | 7-6, 6-2 | details |
| 20 november | MundoTênis Open Florianópolis, Brazilië WTA 125 $ 115.000 - gravel - 32S/8Q/16D    | Ajla Tomljanović | Martina Capurro Taborda | 6-1, 7-5 | details |
| 20 november | MundoTênis Open Florianópolis, Brazilië WTA 125 $ 115.000 - gravel - 32S/8Q/16D    | Sara Errani Léolia Jeanjean | Julia Lohoff Conny Perrin | 7-5, 3-6, [10-7] | details |
| 27 november | Creand Andorrà Open Andorra, Andorra WTA 125 $ 115.000 - hardcourt (i) - 32S/–Q/8D | Marina Bassols Ribera | Erika Andrejeva | 7-5, 7-6 | details |
| 27 november | Creand Andorrà Open Andorra, Andorra WTA 125 $ 115.000 - hardcourt (i) - 32S/–Q/8D | Erika Andrejeva Céline Naef | Tímea Babos Heather Watson | 6-2, 6-1 | details |
| 27 november | Argentina Open Buenos Aires, Argentinië WTA 125 $ 115.000 - gravel - 32S/8Q/16D    | Laura Pigossi | María Lourdes Carlé | 6-3, 6-2 | details |
| 27 november | Argentina Open Buenos Aires, Argentinië WTA 125 $ 115.000 - gravel - 32S/8Q/16D    | María Lourdes Carlé Despina Papamichail | María Paulina Pérez García Sofia Sewing | 6-3, 4-6, [11-9] | details |

### December
| week van    | toernooi                                                                                | winnares                        | verliezend finaliste             | uitslag finale |         |
| ----------- | --------------------------------------------------------------------------------------- | ------------------------------- | -------------------------------- | -------------- | ------- |
| 4 december  | Open Angers Arena Loire Angers, Frankrijk WTA 125 $ 115.000 - hardcourt (i) - 32S/8Q/8D | Clara Burel                     | Chloé Paquet                     | 3-6, 6-4, 6-2  | details |
| 4 december  | Open Angers Arena Loire Angers, Frankrijk WTA 125 $ 115.000 - hardcourt (i) - 32S/8Q/8D | Cristina Bucșa Monica Niculescu | Anna Danilina Aleksandra Panova  | 6-1, 6-3       | details |
| 4 december  | Montevideo Open Montevideo, Uruguay WTA 125 $ 115.000 - gravel - 32S/8Q/16D             | Renata Zarazúa                  | Diane Parry                      | 7-5, 3-6, 6-4  | details |
| 4 december  | Montevideo Open Montevideo, Uruguay WTA 125 $ 115.000 - gravel - 32S/8Q/16D             | María Lourdes Carlé Julia Riera | Freya Christie Yuliana Lizarazo  | 7-6, 7-5       | details |
| 11 december | Open BLS de Limoges Limoges, Frankrijk WTA 125 $ 115.000 - hardcourt (i) - 32S/7Q/8D    | Cristina Bucșa                  | Elsa Jacquemot                   | 2-6, 6-1, 6-2  | details |
| 11 december | Open BLS de Limoges Limoges, Frankrijk WTA 125 $ 115.000 - hardcourt (i) - 32S/7Q/8D    | Cristina Bucșa Jana Sizikova    | Oksana Kalasjnikova Maia Lumsden | 6-4, 6-1       | details |

## Primeurs
Speelsters die in 2023 hun eerste WTA-enkelspeltitel wonnen:
- Nadia Podoroska (Argentinië) in Cali, Colombia
- Marta Kostjoek (Oekraïne) in Austin, Verenigde Staten
- Lucia Bronzetti (Italië) in Rabat, Marokko
- Arantxa Rus (Nederland) in La Bisbal d'Empordà, Spanje
- Katie Boulter (VK) in Nottingham, VK
- Ashlyn Krueger (VS) in Gaiba, Italië
- Maria Timofejeva in Boedapest, Hongarije
- Marina Bassols Ribera (Spanje) in Ljubljana, Slovenië
- Emina Bektas (VS) in Tampico, Mexico
- Laura Pigossi (Brazilië) in Buenos Aires, Argentinië
- Clara Burel (Frankrijk) in Angers, Frankrijk
- Renata Zarazúa (Mexico) in Montevideo, Uruguay
- Cristina Bucșa (Spanje) in Limoges, Frankrijk

## Reglementen

### Toernooideelname
- WTA 250-toernooien die het minimum prijzengeld ($ 259.303) betalen, mogen maximaal één top tien-speelster toelaten tot het enkelspel en/of dubbelspel. WTA 250-toernooien die het prijzengeld met $ 250.000 verhogen, mogen per verhoging van dat bedrag telkenmale een extra top tien-speelster toelaten. Tot en met juli 2023 heeft geen enkel WTA 250-toernooi gebruik gemaakt van de regel om extra top tien-speelsters aan te trekken.
- Top tien-speelsters mogen maximaal drie WTA 250-toernooien per jaar spelen, indien zij voldaan hebben aan het 'commitment' tot het spelen van alle verplichte toernooien in het seizoen 2022. Indien een top tien-speelster hieraan niet heeft voldaan, mag zij enkel twee WTA 250-toernooien spelen.[1]